# 1521 Сейняйокі
1521 Сейняйокі (1521 Seinäjoki) — астероїд головного поясу, відкритий 22 жовтня 1938 року.
Тіссеранів параметр щодо Юпітера — 3,242.
Названо на честь Сейняйокі (фін. Seinäjoki) — міста у Фінляндії.